# VfL Neustadt/Coburg
Der VfL Neustadt war ein Sportverein aus Neustadt bei Coburg. Der Verein spielte zwischen 1954 und 1963 in der damals zweitklassigen II. Division Süd.

## Geschichte
Gegründet wurde der Verein am 20. April 1907 als FC Adler Neustadt. Dieser fusionierte am 18. Juli 1919 mit dem VfB Neustadt zum SV 07 Neustadt. Der VfB Neustadt entstand am 8. Januar 1919. Ihm schloss sich am 13. März 1919 die am 23. Mai 1913 gegründete Ball-SpVgg Coburg an. Im Jahre 1924 spaltete sich der SC Fröhlich Neustadt ab. Beide Vereine fusionierten am 14. April 1929 zum VfL Neustadt. Am 1. Juli 2003 fusionierte der VfL mit der Fußballabteilung des TBV Wildenheid zu Kickers Neustadt-Wildenheid. Schließlich trat der Verein im Mai 2005 dem TBVfL Neustadt-Wildenheid bei.
Durch den Zusammenschluss der Handballabteilungen des TBVFL Neustadt-Wildenheid und der SG Rödental ist im Jahr 2014 die Handballspielgemeinschaft HSG Rödental/Neustadt entstanden.

## Sportlicher Werdegang
Der VfL Neustadt spielte in den 1920er Jahren in der Gauliga Südthüringen des Verbandes Mitteldeutscher Ballspiel-Vereine (VMBV). 1931 erreichte die Mannschaft die Endrunde um die Mitteldeutsche Meisterschaft, schied aber in der ersten Runde gegen den FC Thüringen Weida aus. 1933 erfolgte der Wechsel in den bayerischen Ligenbetrieb. Im Jahre 1939 verpasste der VfL den Aufstieg in die Gauliga Bayern.
Nach dem Zweiten Weltkrieg stieg der VfL 1950 in die Amateurliga Bayern auf und wurde auf Anhieb Meister. Der Aufstieg in die II. Division wurde verpasst, nachdem die Neustädter das Entscheidungsspiel gegen den ASV Feudenheim mit 0:3 verloren. Nach einer erneuten Meisterschaft 1954 gelang der Aufstieg in die II. Division, die der VfL bis zur Auflösung der Liga 1963 angehörte. Größter Erfolg war der dritte Platz in der Saison 1957/58.
Im Jahre 1962 sorgte die Mannschaft im Süddeutschen Pokal für Furore. Nachdem die in den ersten Runden Vereine wie Bayern Hof, die SpVgg Fürth und die Kickers Offenbach bezwungen hatte, stand der VfL dicht vor dem Einzug in den DFB-Pokal. Im entscheidenden Spiel gegen den TSV 1860 München führten die Neustädter bis 25 Minuten vor Abpfiff mit 3:1, gingen aber dennoch als 3:5-Verlierer vom Platz.
1963 verpasst der VfL als Zwölfter die Qualifikation zur Regionalliga Süd. Nach zwei Jahren in der Bayernliga folgte 1965 der Abstieg in die Landesliga und 1971 der Abstieg in die Bezirksliga. Die Neustädter schaffen den direkten Wiederaufstieg und wurden 1978 Vizemeister der Landesliga. Im Jahre 1981 folgte der erneute Abstieg aus der Landesliga. Der heutige TBVfL Neustadt-Wildenheid spielt in der Saison 2019/20 in Spielgemeinschaft mit dem ASV 06 Neustadt in der A-Klasse.

## Persönlichkeiten
- Erich Beer
- Sascha Licht
- Eduard Schaffer
- Fritz Walter (Trainer)
- Heinz Wittig